# Höglid

Höglid är en gård från medeltiden i Allhelgona socken (nuvarande Mjölby kommun). Den bestod av 1⁄2 mantal. 